# Oleh Ljasjko
Oleh Ljasjko (ukrainsk: Олег Валерійович Ляшко tr. Oleh Valerijvytj Ljasjko ; født 3. december 1972) er en ukrainsk politiker og tidligere præsidentkandidat ved præsidentvalget i 2014 for Det Radikale Parti.